# Xorides minutus
Xorides minutus är en stekelart som beskrevs av Clement 1938. Xorides minutus ingår i släktet Xorides, och familjen brokparasitsteklar. Inga underarter finns listade.